# Una luz en la ciudad
Una luz en la ciudad é uma telenovela argentina produzida pela Pol-ka Producciones e exibida pelo Canal 13 em 1971.

## Elenco
- Gabriela Gili - Angelina
- Sebastián Vilar - Leonardo
- Fernanda Mistral - Silvia
- Víctor Laplace - Mario
- Perla Santalla - Marcela
- Miguel Bermúdez - Roque
- Ana Casare - Adela
- Cuny Vera - Laura
- Tina Helba - Madre Superiora
- Cristina Alberó - Alejandra